# 실락원 (1997년 영화)
《실락원》은 와타나베 준이치의 동명 소설을 원작으로 한 1997년 제작된 일본의 멜로드라마 영화이다.
와타나베 준이치의『실락원』이라는 동명의 원작소설을 바탕으로 제작되었으며, 불륜의 미화라는 주제로 사회적 이슈가 되기도 하였다. 원작소설은 1997년 출판되자마자 베스트셀러에 오르며 500만부 이상 판매되었다.
영화가 개봉되고 사랑을 하다 결국엔 동반자살을 한다는 ‘실락원증후군’ 혹은 ‘신쥬’(心中情死: 동반자살)라는 사회적 현상까지 일으키며 문제가 되었다.
제21회 일본 아카데미상 (1998)에서 우수 여우조연상, 우수 남우조연상, 최우수 여우주연상, 우수 남우주연상, 우수 각본상, 우수 감독상을 수상하였다.
대한민국에서는 1997년 한아미디어㈜에서 당시 김대중 대통령이 일본 대중문화 개방에 대해 적극적인 입장이라 개방하기도 전에 판권을 구입하여 수입을 하였으나 1997년 당시엔 일본 영화 수입 금지의 시대였고 1999년 일본 영화 개봉과 함께 개봉을 추진했으나 '18세 이상 관람가' 영화는 4대 영화제 수상작이어야만 된다는 기준 때문에 개봉할 수 없었다. 2004년 모든 일본영화가 개봉 가능하게 됐을 땐 판권 계약 기간이 끝난 후였다.
후에 2011년, ㈜크래커픽쳐스에서 작품 자체가 워낙 화제성이 있어 이슈화하면 괜찮을 것 같다면서 수입하여 일본 개봉 약 14년후인 2011년 7월 28일 개봉하였다.
원작소설은 『실락원 1』, 『실락원 2』라는 이름으로 1997년 9월 18일 발행으로, 창해에서 홍영의가 번역하여 출간하였다.
해당 영화는 1998년 대한민국에서 장길수 감독, 심혜진, 이영하 주연으로 『실락원』 리메이크되어 공개되었다.

## 출연
- 야쿠쇼 코지
- 쿠로키 히토미

## 해외 수출

### 대한민국
- 개봉 : 2011년 8월 18일
- 관람등급 : 청소년 관람불가
- 러닝타임 : 119분
- 수입 : 한아미디어㈜ (1997년 최초 수입), ㈜크래커픽쳐스
- 배급 : ㈜크래커픽쳐스
- 홍보/마케팅 : ㈜스몰빌
- 저작권 보호 대행 : ㈜AVA 엔터테인먼트